# Городок (зупинний пункт, Одеська залізниця)
Городо́к — пасажирський залізничний зупинний пункт Одеської дирекції Одеської залізниці на лінії Арциз — Басарабяска.
Розташований на півночі села Веселий Кут, Болградський район, Одеської області між станціями Арциз (15 км) та Березине (20 км).

## Пасажирське сполучення
До 11 грудня 2021 року до станції курсував поїзд з вагоном безпересадкового сполученням Київ — Соборне (двічі на тиждень), який курсував спільно з поїздом «Дунай». Нині пасажирський рух припинено на невизначений термін.